# Henriette Bathily
Reyane Henriette Bathily (Kaolack, 9 de enero de 1927-4 de abril de 1984) fue una periodista y gestora cultural senegalesa. En 1994 se inauguró el Museo de la Mujer Henriette Bathily rindiéndole homenaje.

## Trayectoria
Fue la primera mujer diplomada en la historia del Senegal. Estudió puericultura en París en la Ecole Française du Boulevard Brune (1947-1951) donde fue directora de Les Ballets Africains, una de las primeras compañías de danza africana del mundo, creado por el guineano Fodéba Keïta que actuó en los años 50 en Europa y Áfica.
Al regresar a Senegal dirigió el diario hablado en Radio Mali y posteriormente en Radio Senegal. Posteriormente colaboró con Maurice Sonar Senghor en el Théâtre du Palais y el Théâtre National Daniel Sorano.
De 1963 hasta su muerte en 1984 fue directora del departamento cultural del Centro cultural francés impulsando en 1975 la primera exposición nacional itinerante sobre el lugar y el papel de la mujer senegalesa en los ritos. En este periodo apoyó al movimiento de mujeres y el trabajo de mujeres artistas.
Murió el 4 de abril de 1984.

## Reconocimiento póstumo
Una década después de su muerte, su amiga y compañera, la periodista Annette Mbaye D’Erneville, impulsó en su memoria el Museo de la Mujer Henriette Bathily inicialmente instalado en la isla de Gorea y en 2015 trasladado a Dakar.